# فرودگاه بین‌المللی کوئره‌تارو
 فرودگاه بین‌المللی کوئره‌تارو (به انگلیسی: Querétaro International Airport) (به زبان بومی: Aeropuerto Intercontinental de Queretaro) یک فرودگاه همگانی با کد یاتا QRO است . این فرودگاه در شهر کرتارو کشور مکزیک قرار دارد و در ارتفاع ۱۹۶۹ متری از سطح دریا واقع شده است.

## شرکت‌های هواپیمایی و مقصدهای پروازی
| شرکت‌های هواپیمایی | مقصدهای پروازی |
| ----------------- | --- |
| آئرومکزیکو کانکت  | هارتسفیلد-جکسون آتلانتا (آغاز از ۱ نوامبر ۲۰۱۷), مکزیکو سیتی، ژنرال ماریانو اسکبیدو |
| امریکن ایگل       | دالاس-فورت ورث |
| TAR Aerolineas    | ژنرال خوان آلوارز، ژنرال روبرتو فیرو ویلالوبوس، دن میگوئل هیدالگو وای کوستیا، ژنرال ایگناسیو پسکویرا گارسیا، ایکستاپا-سیواتانخو، ژنرال ماریانو اسکبیدو، ال آی سی. گوستاو دیاز اورداز، ژنرال فرنسیسکو خاویر مینا، فرنسیسکو سارابیا |
| یونایتد اکسپرس    | جرج بوش |
| ویواآئروبوس       | کانکون، کینتانا رو |
| Volaris           | کانکون، کینتانا رو، میدوی شیکاگو، لس‌آنجلس، ژنرال ماریانو اسکبیدو، تیخوانا |